# 蒲生村 (鳥取県)
蒲生村（がもうそん）は、鳥取県岩井郡・岩美郡にあった村、自治体である。

## 概要
現在の岩美町蒲生・相山・馬場・銀山・洗井・鳥越に相当する。蒲生川上流域に位置した。
平安時代には蒲生郷に属し、その後荘園が発達すると蒲生荘と呼ばれた。藩政時代には鳥取藩領の岩井郡蒲生庄に属する蒲生村・相山村・馬場村・銀山村・洗井村・鳥越村があった。
兵庫県境にある蒲生峠は、江戸期には大名行列や旅人の重要な山陰道が通り、戦後は国道9号となった。
1927年（昭和2年）8月27日、村内の7組合を統合して蒲生村副業協会を設立し、牛の飼育・製炭・養蚕・藁加工などの産業育成に努めた。

## 沿革
- 享保年間 - 鳥越村が洗井村から分村する[1]。
- 1881年（明治14年）9月12日 - 鳥取県再置。
- 1883年（明治16年）- 岩井宿（後の岩井村）に置かれた連合戸長役場の管轄区域となる[1]。
- 1889年（明治22年）10月1日 - 町村制施行により、蒲生村・相山村・馬場村・銀山村・洗井村・鳥越村が合併して村制施行し、蒲生村が発足。旧村名を継承した6大字を編成し、役場を大字蒲生村に設置[3]。
- 1896年（明治29年）4月1日 - 郡制の施行により、邑美郡・法美郡・岩井郡の区域をもって岩美郡が発足し、岩美郡蒲生村となる。
- 1914年（大正3年）10月1日 - 「蒲生村大字○○村」から大字の「村」を削除し、「蒲生村大字○○」と呼ぶことになる[4]。
- 1921年（大正10年）4月1日 - 役場位置を大字蒲生字寺谷口1130番地に変更[5]。
- 1954年（昭和29年）7月1日 - 田後村、東村、浦富町、岩井町、小田村、本庄村、大岩村、網代村と合併して岩美町が発足。同日蒲生村廃止[6]。

## 行政

### 歴代村長
| 代         | 氏名           | 就任年月日                 | 退任年月日                 | 備考 |
| ---------- | -------------- | -------------------------- | -------------------------- | ---- |
| 初         | 喜多川勇右衛門 | 1889年（明治22年）12月22日 | 1891年（明治24年）3月25日  |      |
| 2          | 中村重太郎     | 1891年（明治24年）4月15日  | 1893年（明治26年）12月26日 |      |
| 3          | 喜多川勇右衛門 | 1894年（明治27年）1月16日  | 1897年（明治30年）8月30日  |      |
| 4          | 大森清四郎     | 1897年（明治30年）9月17日  | 1899年（明治32年）11月30日 |      |
| 5          | 高垣彦四郎     | 1899年（明治32年）12月21日 | 1903年（明治36年）12月20日 |      |
| 6          | 大森清四郎     | 1904年（明治37年）1月11日  | 1906年（明治39年）2月28日  |      |
| 7          | 山本雄三       | 1906年（明治39年）4月21日  | 1910年（明治43年）4月20日  |      |
| 8          | 山本雄三       | 1910年（明治43年）5月2日   | 1910年（明治43年）8月15日  |      |
| 9          | 大森清四郎     | 1910年（明治43年）11月22日 | 1911年（明治44年）7月12日  |      |
| 10         | 平井豊吉       | 1911年（明治44年）8月9日   | 1915年（大正4年）8月6日    |      |
| 11         | 平井豊吉       | 1915年（大正4年）8月6日    | 1919年（大正8年）8月8日    |      |
| 12         | 栃尾勝造       | 1919年（大正8年）9月15日   | 1922年（大正11年）9月16日  |      |
| 13         | 宮下金吾       | 1922年（大正11年）12月7日  | 1923年（大正12年）2月7日   |      |
| 14         | 山添市太郎     | 1923年（大正12年）3月15日  | 1927年（昭和2年）3月14日   |      |
| 15         | 高垣鹿重郎     | 1927年（昭和2年）7月21日   | 1931年（昭和6年）7月20日   |      |
| 16         | 高垣鹿重郎     | 1931年（昭和6年）9月13日   | 1935年（昭和10年）9月12日  |      |
| 17         | 高垣鹿重郎     | 1935年（昭和10年）9月13日  | 1939年（昭和14年）9月12日  |      |
| 18         | 高垣鹿重郎     | 1939年（昭和14年）9月13日  | 1943年（昭和18年）4月2日   |      |
| 19         | 高垣鹿重郎     | 1943年（昭和18年）8月3日   | 1946年（昭和21年）11月25日 |      |
| 20         | 井本良勇       | 1947年（昭和22年）4月5日   | 1947年（昭和22年）7月15日  |      |
| 21         | 井本良勇       | 1947年（昭和22年）8月16日  | 1951年（昭和26年）8月15日  |      |
| 22         | 上田節         | 1951年（昭和26年）8月16日  | 1954年（昭和29年）6月30日  |      |
| 参考文献 - |                |                            |                            |      |

## 教育
- 蒲生村立蒲生小学校（現在は統合により岩美町立岩美南小学校となる）
- 蒲生村立蒲生中学校（現在は統合により岩美町立岩美中学校となる）

## 交通

### 道路
- 国道9号

## 出身者
- 田村虎蔵（作曲家、馬場村生まれ、1873年 - 1943年）